# Восьмая проблема Гильберта
Восьмая проблема Гильберта — одна из проблем, поставленных Давидом Гильбертом в его докладе на II Международном Конгрессе математиков в Париже в 1900 году. Восьмая проблема Гильберта состоит из двух задач, относящихся к теории простых чисел. Это гипотеза Римана и проблема Гольдбаха.

## Гипотеза Римана
Гипотеза Римана и утверждает, что все нетривиальные нули дзета-функции имеют действительную часть, равную {\displaystyle {1 \over 2}}. Многие утверждения о распределении простых чисел доказаны в предположении справедливости гипотезы Римана. В настоящее время (2025 год) она не доказана и входит в список семи проблем тысячелетия.

## Проблема Гольдбаха
Проблема Гольдбаха состоит из двух гипотез.
Бинарная гипотеза Гольдбаха утверждает, что любое чётное число, начиная с 4, можно представить в виде суммы двух простых чисел.
Более слабая тернарная гипотеза Гольдбаха утверждает, что любое нечётное число, начиная с 7, можно представить в виде суммы трёх простых чисел.
Из справедливости бинарной гипотезы вытекает справедливость тернарной гипотезы Гольдбаха, но в настоящее время бинарная гипотеза Гольдбаха не доказана. Иван Виноградов в 1937 году доказал, что почти все чётные числа представимы в виде суммы двух простых чисел (доля непредставимых, если они есть, стремится к нулю при росте длины рассматриваемого отрезка). Из справедливости доказанной тернарной гипотезы Гольдбаха вытекает, что любое чётное число — сумма не более чем 4 простых чисел.
Виноградов в 1937 году доказал справедливость тернарной гипотезы Гольдбаха для всех чисел, больших некоторой константы. Однако нижняя граница оказалось настолько большой, что проверить остальные числа с помощью компьютера в XX веке не удалось. Для всех чисел теорема была доказана только в 2013 году Харальдом Гельфготтом